# Directory of Open Access Journals

Logo bazy

Directory of Open Access Journals (DOAJ) – baza danych stworzona przez Lund University indeksująca recenzowane czasopisma naukowe otwartego dostępu. 
Baza działa od 2003 roku. W 2022 roku indeksowała ok. 17 500 czasopism.